# Bob Gibson
Pack Robert Gibson (ur. 9 listopada 1935 w Omaha, zm. 2 października 2020 tamże) – amerykański baseballista, który występował na pozycji miotacza przez 17 sezonów w Major League Baseball.

## Kariera zawodnicza
Gibson studiował na Creighton University, gdzie w latach 1954–1957 grał w baseballowej i koszykarskiej drużynie uniwersyteckiej Creighton Bluejays. W 1957 podpisał kontrakt jako wolny agent z St. Louis Cardinals i początkowo występował w klubach farmerskich tego zespołu, między innymi w Omaha Cardinals, reprezentującym poziom Triple-A. W MLB zadebiutował 15 kwietnia 1959 w meczu przeciwko Los Angeles Dodgers. W 1962 po raz pierwszy został powołany do All-Star Game.
W sezonie 1964 zagrał w trzech meczach World Series (2–1 W-L, 3,00 ERA, 31 SO), w których Cardinals pokonali New York Yankees 4–3. Otrzymał nagrody World Series MVP i Babe Ruth Award dla najbardziej wartościowego zawodnika finałów. Rok później po raz pierwszy zdobył Złotą Rękawicę. W 1967 wystąpił w trzech meczach World Series (zaliczając trzy zwycięstwa przy wskaźniku ERA 1,00) i ponownie otrzymał nagrodę World Series MVP.
W sezonie 1968, zaliczając 22 zwycięstwa (2. wynik w lidze), mając najlepszy wskaźnik ERA (1,12), zaliczając najwięcej strikeoutów (268) i shutoutów (13), został wybrany najbardziej wartościowym zawodnikiem sezonu zasadniczego i otrzymał nagrodę Cy Young Award po jednogłośnym głosowaniu (w 1970 otrzymał ponownie tę nagrodę). 14 sierpnia 1971 w meczu przeciwko Pittsburgh Pirates rozegrał no-hittera. Karierę zawodniczą zakończył w 1975 roku.

## Późniejszy okres
W 1981 został wybrany do Galerii Sław Baseballu. W późniejszym okresie był między innymi trenerem miotaczy w New York Mets, Atlanta Braves i St. Louis Cardinals. Zmarł 2 października 2020.

## Nagrody i wyróżnienia
| Nagroda/wyróżnienie              | Lata                                                   | Źródło      |
| MVP National League              | 1968                                                   | [ 9 ]       |
| 9× All-Star                      | 1962¹, 1962², 1965, 1966, 1967, 1968, 1969, 1970, 1972 | [ 2 ]       |
| 9× Gold Glove Award              | 1965, 1966, 1967, 1968, 1969, 1970, 1971, 1972, 1973   | [ 7 ]       |
| 2× zwycięzca w World Series      | 1964, 1967                                             | [ 5 ] [ 8 ] |
| NL Cy Young Award                | 1968, 1970                                             | [ 10 ]      |
| World Series MVP                 | 1964, 1967                                             | [ 5 ] [ 8 ] |
| Babe Ruth Award                  | 1964                                                   | [ 6 ]       |
| MLB All-Century Team             |                                                        | [ 16 ]      |
| Baseball Hall of Fame            | od 1981                                                | [ 12 ]      |
| # 45 zastrzeżony przez Cardinals | 1975                                                   | [ 17 ]      |